# Cratere Chiang K'ui
Chiang K'ui è un cratere d'impatto presente sulla superficie di Mercurio, a 14,74° di latitudine nord e 102,77° di longitudine ovest. Il suo diametro è pari a 41 km.
Il cratere è stato battezzato dall'Unione Astronomica Internazionale in onore del compositore cinese del XII secolo Jiāng Kuí (姜夔T).